# 5066 Garradd
5066 Garradd (1990 MA) là một tiểu hành tinh bay qua Sao Hỏa được phát hiện ngày 22 tháng 6 năm 1990 bởi McNaught, R. H. ở Siding Spring.